# Policrate di Argo
Policrate (in greco antico: Πολυκράτης?, Polykrátēs; Argo, ... – ...; fl. 217-185 a.C.) è stato un militare, funzionario e auriga greco antico, attivo nell'Egitto tolemaico sotto i regni di Tolomeo IV Filopatore e Tolomeo V Epifane

## Biografia
Policrate nacque nella città greca di Argo da Mnasiade, famoso lottatore. Dalla Grecia arrivò in Egitto e si inserì nell'esercito tolemaico addestrando un totale di circa 3000 cavalieri, che guidò come capitano nell'ala sinistra dell'armata durante battaglia di Rafah, nel 217 a.C. In seguito, nel 203 a.C. fu nominato governatore militare (στρατηγός, strategós) di Cipro al posto di Pelope. Nel 198 a.C. vinse i giochi panatenaici nella specialità della corsa con le bighe a quattro cavalli.
Nel 197 a.C. organizzò gli Anakleteria in onore del compleanno del giovane re Tolomeo V e, grazie ai soldi che aveva ricevuto per la buona amministrazione di Cipro, donò una grande somma di denaro al sovrano. Quello stesso anno andò definitivamente via dall'isola lasciando l'amministrazione a Tolomeo di Megalopoli e si recò ad Alessandria, prendendo il posto del reggente Aristomene di Alizia a capo della politica del regno. Policrate affrontò le rivolte dei ribelli nel delta del Nilo e li sconfisse definitivamente nel 185 a.C. Non sappiamo altro della sua carriera successiva.
Policrate si sposò con Zeuso di Cirene, figlia di Aristone, e da lei ebbe tre figlie, Zeuso, Ermione ed Eucratea, e due figli, Policrate e Tolomeo; la coppia ebbe inoltre dei nipoti. La moglie e le tre figlie di Policrate furono molto celebrate nel mondo antico in quanto erano alcune delle poche donne a partecipare ai giochi sportivi: le tre figlie vinsero anche loro i giochi panatenaici in tre specialità diverse della disciplina equestre nel 202 a.C. mentre la moglie vinse nel 198 a.C., anno in cui vinse anche il marito, nella corsa con le bighe a quattro puledri.